# Dolomedes tenebrosus
Espèce
Synonymes
- Dolomedes idoneus Montgomery, 1902
- Dolomedes vernalis Emerton, 1909

Dolomedes tenebrosus est une espèce d'araignées aranéomorphes de la famille des Dolomedidae.

## Distribution
Cette espèce se rencontre dans l'Est de l'Amérique du Nord, aux États-Unis au Texas, en Louisiane, en Arkansas, au Mississippi, en Alabama, en Floride, en Géorgie, en Caroline du Sud, en Caroline du Nord, au Tennessee, au Kentucky, au Missouri, au Kansas, au Nebraska, au Dakota du Nord, au Minnesota, au Wisconsin, en Illinois, en Indiana, au Michigan, en Ohio, en Virginie, au Maryland, en Pennsylvanie, au New Jersey, dans l'État de New York, au Connecticut, au Rhode Island, au Massachusetts, au Vermont et au New Hampshire et au Canada au Manitoba, en Ontario, au Québec, au Nouveau-Brunswick et en Nouvelle-Écosse,.

## Description
Les mâles mesurent de 6,7 à 12,5 mm et les femelles de 15,0 à 26,0 mm.

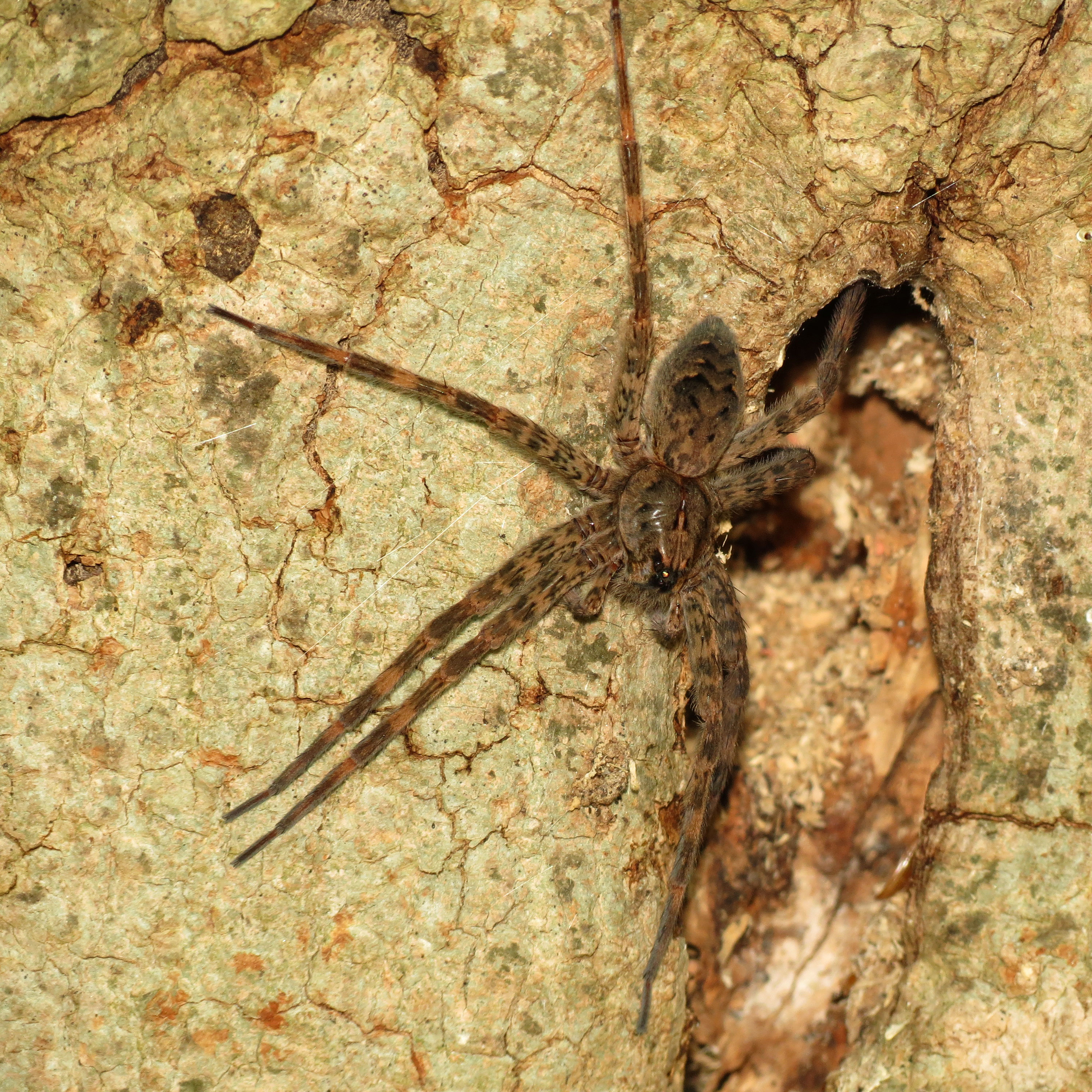
Dolomedes tenebrosus

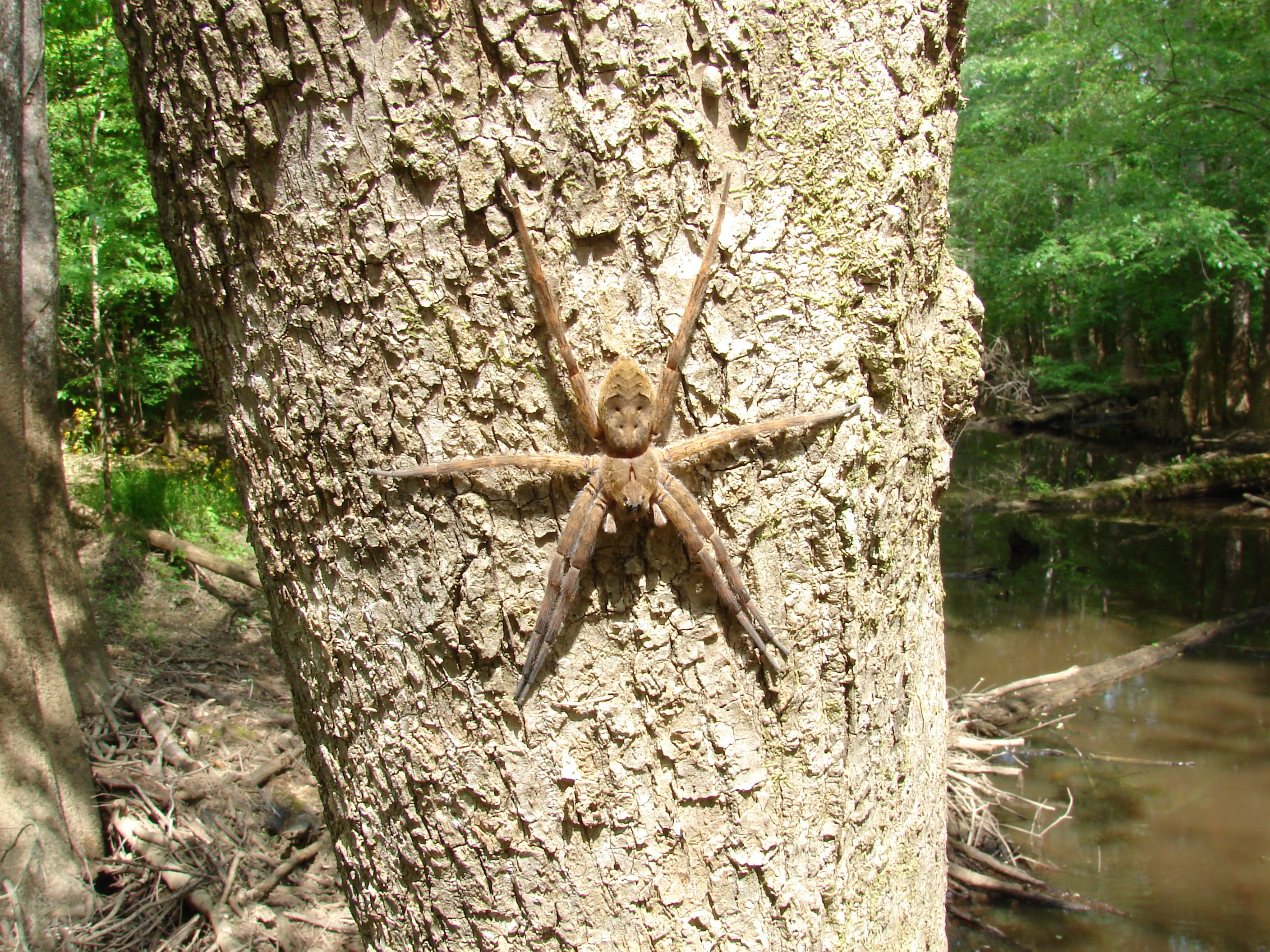
Dolomedes tenebrosus

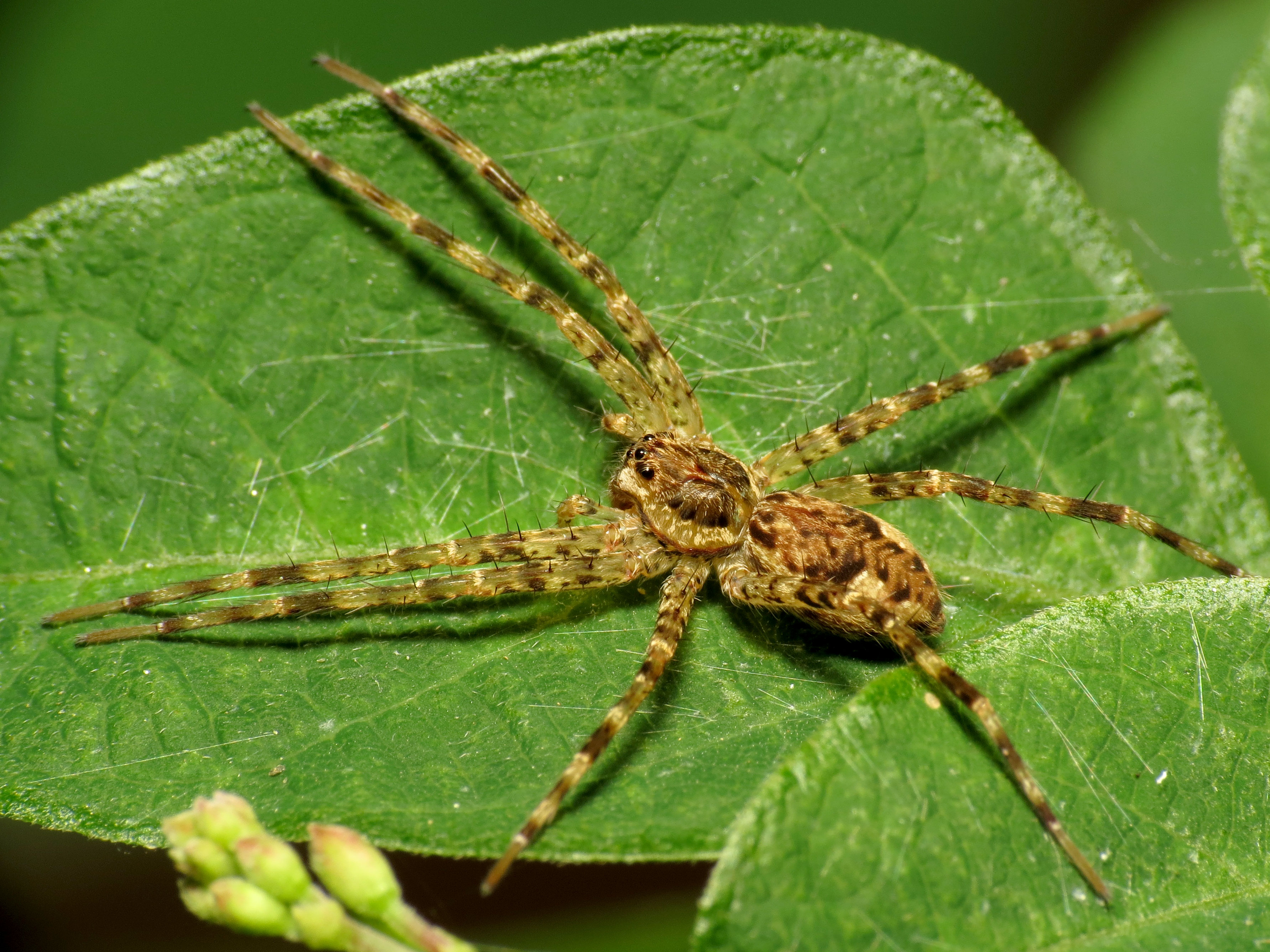
Dolomedes tenebrosus

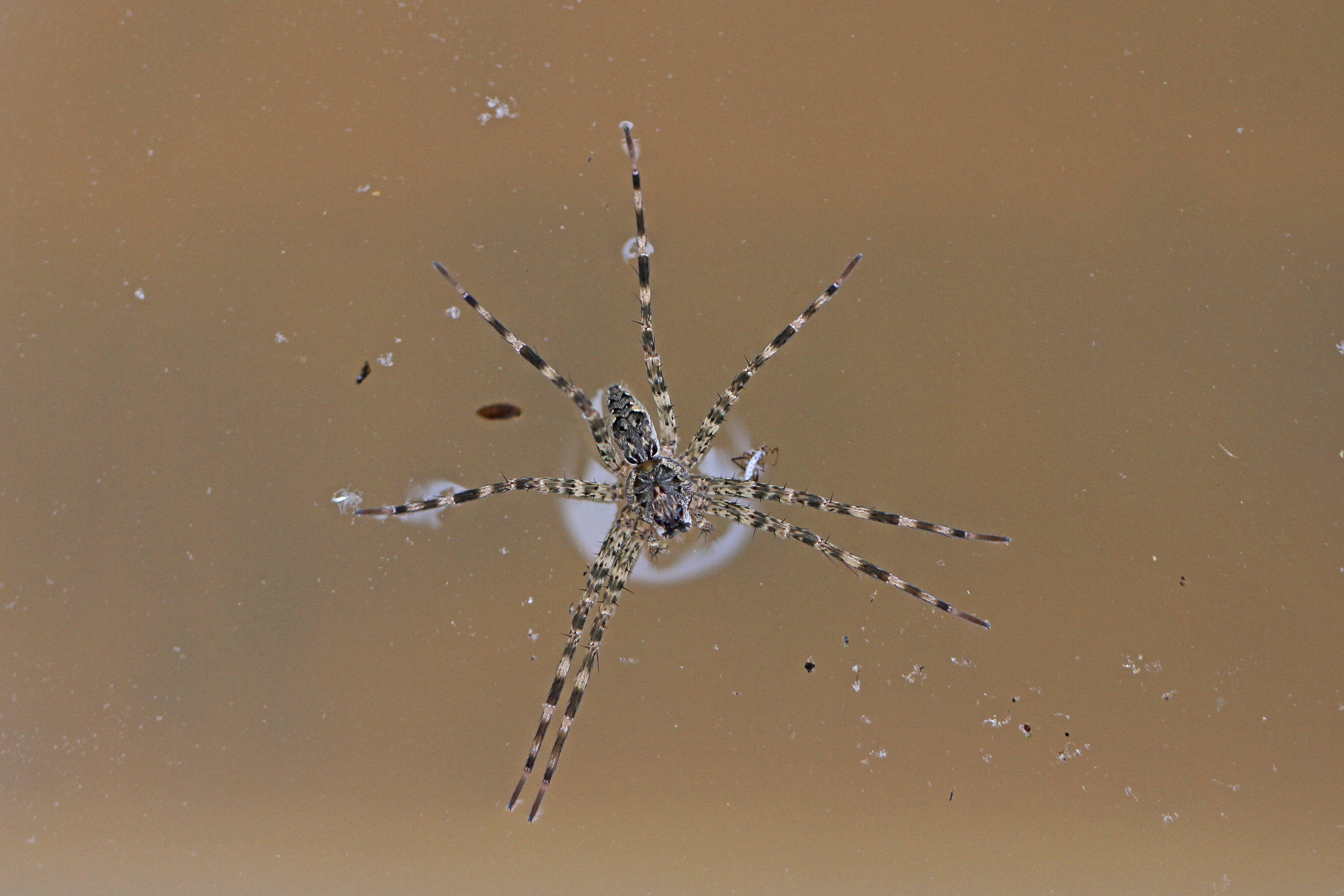
Dolomedes tenebrosus

C'est la plus grande espèce du Québec. Dolomedes scriptus peut également atteindre une taille de 24 mm.
Dolomedes tenebrosus est connu pour se déplacer sur de grandes distances et il est fréquent de trouver des individus dans des endroits secs, loin des plans d’eau.
Malgré le fait qu’elles soient inoffensives, elles peuvent infliger une douloureuse morsure si elles sont manipulées sans précautions.

## Systématique et taxinomie
Cette espèce a été décrite par Hentz en 1844.
Dolomedes idoneus Dolomedes vernalis ont été placées en synonymie par Bishop en 1924.

## Publication originale
- Hentz, 1844 : « Descriptions and figures of the araneides of the United States. » Boston Journal of Natural History, vol. 4, p. 386-396.